# Q42

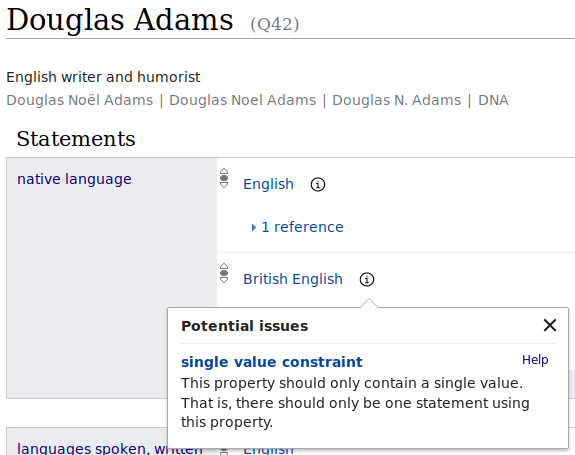
위키 데이터 항목 Q42

Q42는 저자 더글러스 애덤스를 나타내는 위키데이터의 아이템이다. 여러 학술 논문과 출판물에서 위키데이터 아이템의 표본으로 언급되었다.     . 이 항목의 코드로 42를 사용한 것은 그의 유명한 저서 《은하수를 여행하는 히치하이커를 위한 안내서》의 한 구절인 "삶, 우주, 그리고 모든것에 대한 답변 (42)"를 참조한 것이다.

## 참고 문헌
- Proffitt, Merrilee (2018). 《Leveraging Wikipedia: Connecting Communities of Knowledge》. 미국도서관협회. ISBN 978-0-8389-1632-2. 2019년 3월 16일에 확인함.
- Ismayilov, Ali; Kontokostas, Dimitris; Auer, Sören; Lehmann, Jens; Hellmann, Sebastian (2016년 12월 8일), “Wikidata through the Eyes of DBpedia”, 《Semantic Web》 (IOS Press), arXiv:1507.04180, ISSN 1570-0844
- Erxleben, Fredo; Günther, Michael; Krötzsch, Markus; Mendez, Julian; Vrandeci, Denny (2014년 7월 4일), 《Introducing Wikidata to the Linked Data Web (ISWC 2014)》 (PDF) (International Semantic Web Conference paper)
- Vrandečić, Denny; Krötzsch, Markus (October 2014), “Wikidata: A Free Collaborative Knowledgebase”, 《Communications of the ACM》 57 (10): 78–85, doi:10.1145/2629489, 2019년 3월 11일에 원본 문서에서 보존된 문서, 2019년 3월 16일에 확인함
- Samuel, John (2018년 4월 16일), “Towards Understanding and Improving Multilingual Collaborative Ontology Development in Wikidata”, 《WikiWorkshop 2018》, doi:10.5281/zenodo.1219239